# 待兼山
待兼山（まちかねやま）は、大阪府豊中市・池田市・箕面市にまたがる千里丘陵の山。標高77.3m。「待兼山町」として豊中市の地名にもなっており、その面積の大半を大阪大学豊中キャンパスが占め、その周りは閑静な高級住宅街となっている。

## 概要
古くは歌枕ともなった由緒ある山。『枕草子』の｢山は」の項や、『古今和歌六帖』『詞花和歌集』『新古今和歌集』『夫木和歌抄』などにも登場する。
かつては褐鉄鉱の一種である高師小僧「待兼山石」を産出した。山頂付近には、大正天皇の行幸を記念した石碑が立っている。
1926年（大正15年）には、山上に旧制浪速高等学校が設立され、現在もその後身の大阪大学石橋団地（通称豊中キャンパス）が立地する。そのため、「待兼山」は阪大の代名詞となっている。
1964年（昭和39年）には、先史時代（新生代第四紀）のワニ・マチカネワニの化石が学内工事現場から出土した。日本で発見されたワニ類化石第1号であり、完全に近い骨格であることが評価され、2014年（平成26年）には国の登録記念物として登録された。
大阪大学と中国自動車道をはさんで南東に位置する正安寺は、「待兼山」を山号とする。読みは「たいけんざん」。

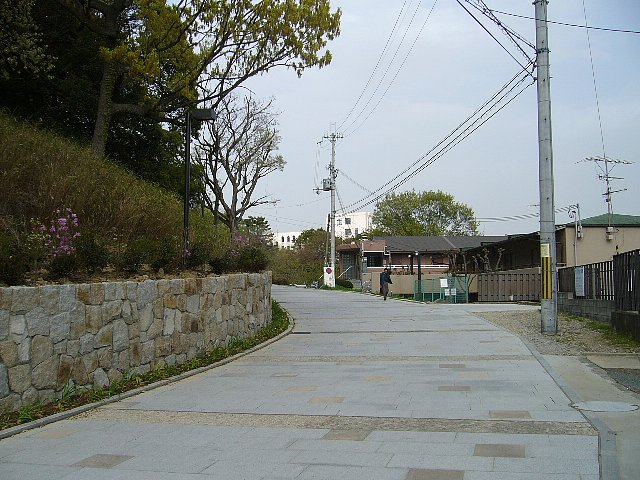
待兼山を西から登る阪大坂

## 池
待兼山山頂（北緯34度48分26.5秒 東経135度27分02.7秒 / 北緯34.807361度 東経135.450750度）南側の緩やかな斜面には阪大坂があり、谷底に中山池（北緯34度48分20.8秒 東経135度27分04.7秒 / 北緯34.805778度 東経135.451306度）がある。かつては、近世以降に造成されたと思われる上山池、中山池、下山池の3つの池があった。下山池は豊中キャンパス外に存在していたが、宅地開発で埋め立てられた。キャンパス内の上山池も埋め立てられ、残るのは中山池のみである。豊中キャンパス東口の国際交流会館前には、乳母谷池（北緯34度48分18.6秒 東経135度27分23.6秒 / 北緯34.805167度 東経135.456556度）がある。また、基礎工学国際棟シグマホール西側には、待兼池（北緯34度48分13.0秒 東経135度27分16.8秒 / 北緯34.803611度 東経135.454667度）がある。

## 文化財

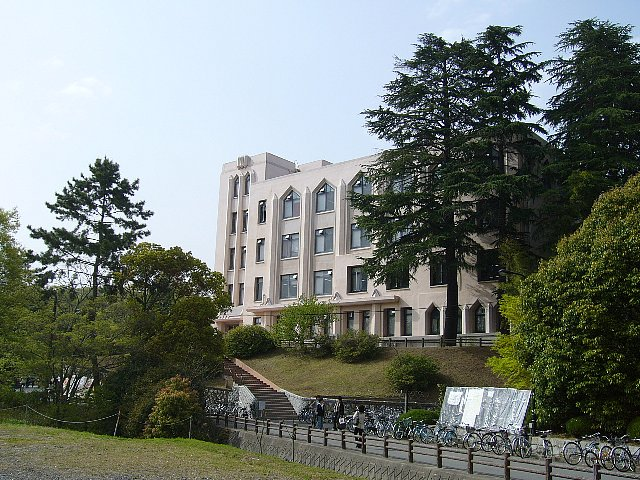
大阪大学豊中キャンパス内の「イ号館」（元・旧制浪速高等学校高等科本館）

待兼山古墳出土品
1938年（昭和13年）、国認定重要美術品に認定。豊中キャンパスの北方にかつて存在していた待兼山古墳は、4世紀築造の前方後円墳。現在は宅地となっているが、待兼山丘陵北縁の尾根上に、前方部を南に向けて立地していたと考えられている。
待兼山遺跡
豊中キャンパス一帯は待兼山遺跡として国の遺跡台帳に登録されている。1983年（昭和58年）、理学部ラジオアイソトープセンター建設工事の際に弥生時代の集落跡が見つかった。1998年（平成10年）に確認された待兼山5号墳は2005年（平成17年）の調査で5世紀後半築造と推定される直径15mの円墳と判明し人物埴輪、馬形埴輪などの一部が出土した。待兼山5号墳は現在駐輪場となっていて、地表に古墳周溝範囲をタイルで標示し、解説板を設置している。
大阪大学会館
イ号館と呼ばれていた。1928年（昭和3年）に旧制浪速高等学校の校舎として建てられ、学制改革により大阪大学に移管。以降、旧教養部の建物として使われた。2004年（平成16年）、国の登録有形文化財建造物に登録。
待兼山修学館
1931年（昭和6年）に大阪大学医学部の前身である、大阪医科大学の附属病院石橋分院として建てられ、近年は、医療技術短期大学部本館として使われていた。豊中キャンパスでは大阪大学会館に次いで2番目に古い建物。2008年（平成10年）に国の登録有形文化財に登録。現在は大阪大学総合学術博物館待兼山修学館展示場として使用。修学館の後方に標高77.3mの待兼山がある。

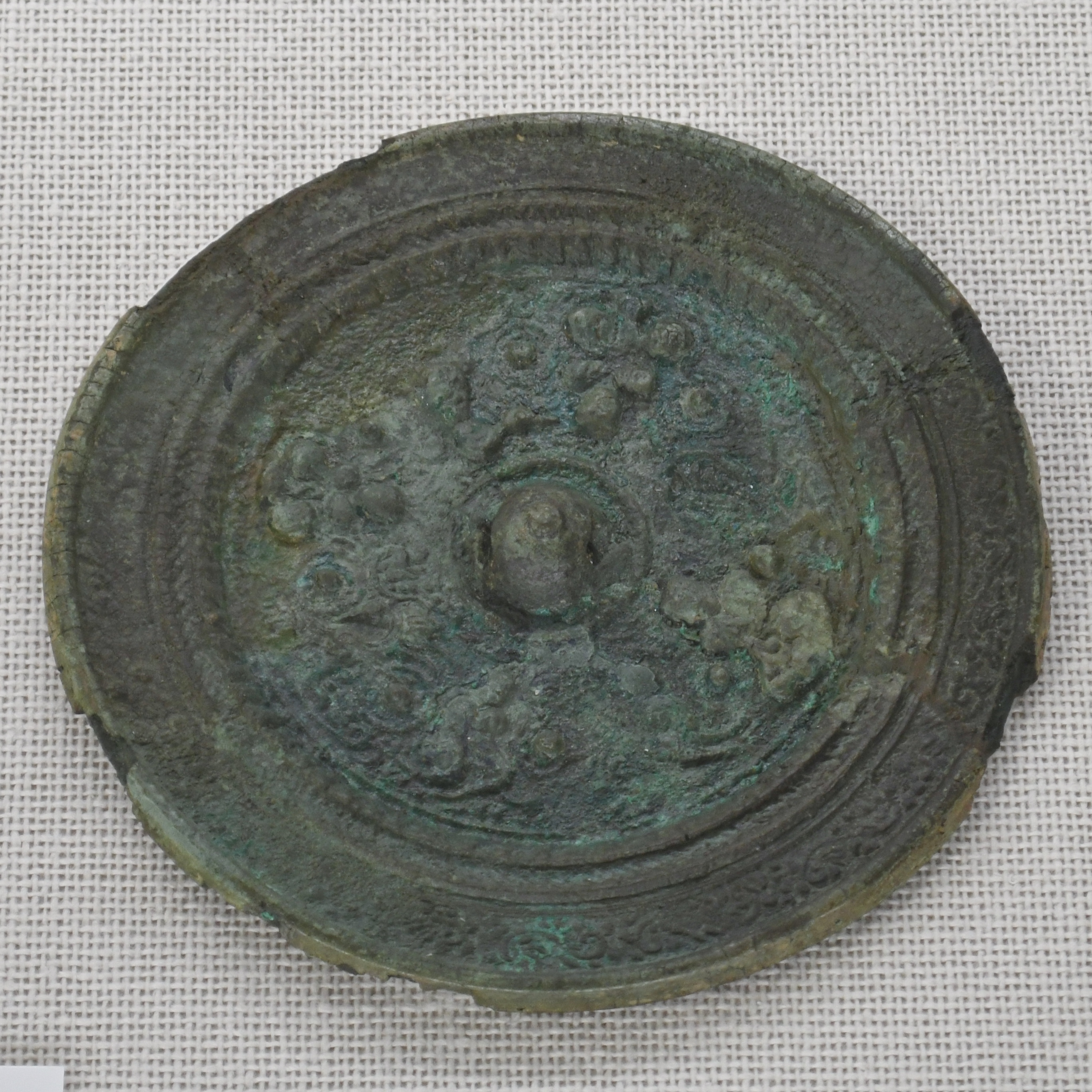
待兼山古墳出土 仿製唐草文四神四獣鏡 豊中市立郷土資料館企画展示時に撮影。
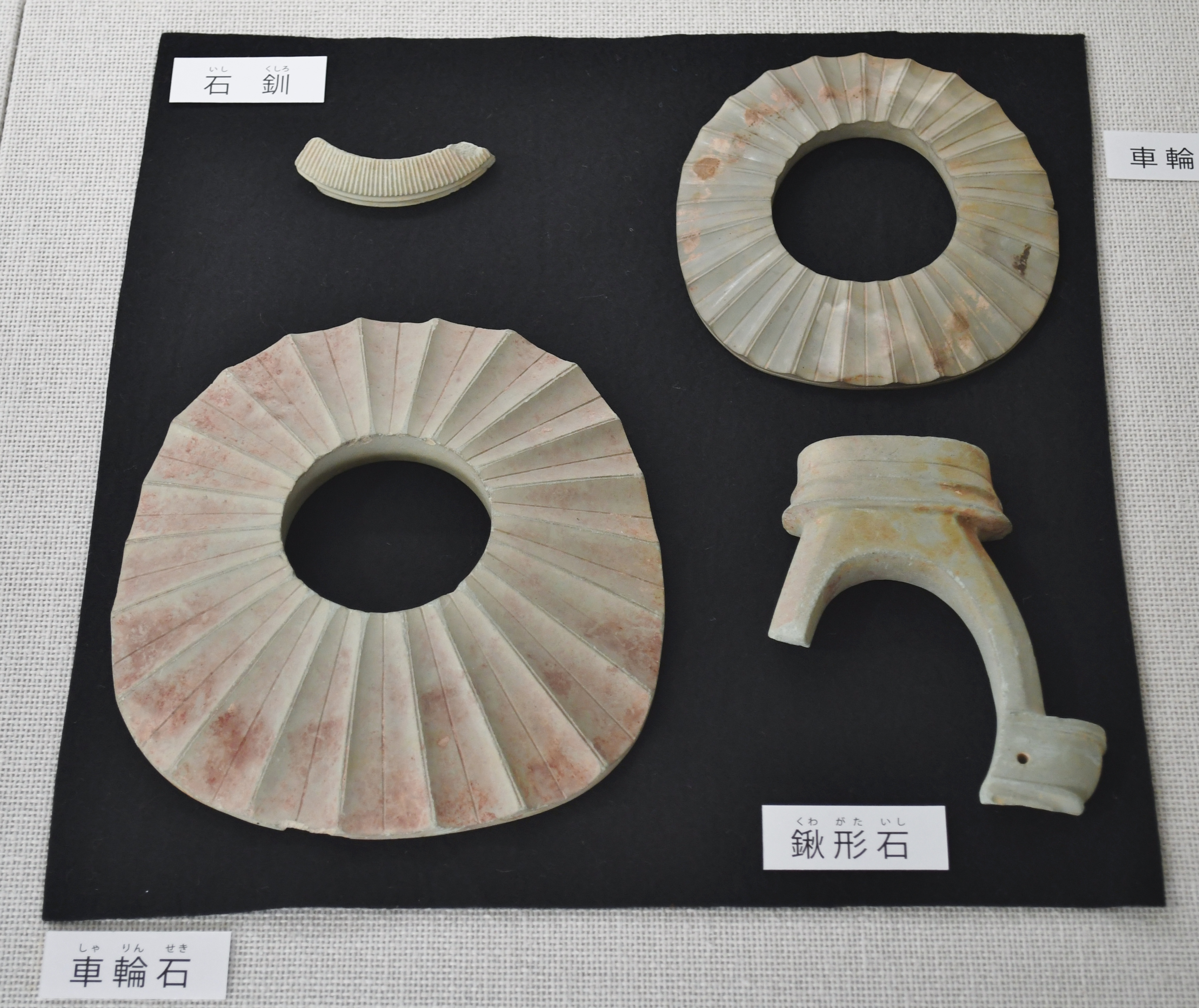
待兼山古墳出土 石釧・車輪石・鍬形石 豊中市立郷土資料館企画展示時に撮影。

## 交通アクセス
- 大阪モノレール 柴原阪大前駅
- 阪急電鉄（宝塚本線・箕面線）石橋阪大前駅
- 大阪府道2号大阪中央環状線（中環）
- 中国自動車道中国豊中IC